# Павел Халоупка
Павел Халоупка (чеськ. Pavel Chaloupka; 4 травня 1959, Мост — 23 травня 2025) — чехословацький футболіст, що грав на позиції півзахисника. По завершенні ігрової кар'єри — чеський тренер.
Виступав, зокрема, за «Богеміанс» (Прага) та «Фортуну» (Дюссельдорф), а також національну збірну Чехословаччини, з якою був учасником чемпіонату світу.

## Клубна кар'єра
Народився 4 травня 1959 року в місті Мост. Вихованець футбольної школи клубу «Літвінов».
У дорослому футболі дебютував 1976 року виступами за команду «Скло-Уніон» (Тепліце), в якій провів два сезони, взявши участь у 14 матчах вищого дивізіону чемпіонату Чехословаччини. Згодом з 1978 по 1980 рік проходив військову службу у клубах «Дукла» (Табор) та «Дукла» (Прага).
На початку 1980 року Халоупка став футболістом столичного «Богеміанса». Відіграв за празьку команду наступні дев'ять років своєї ігрової кар'єри. Більшість часу, проведеного у складі «Богеміанса», був основним гравцем команди і одним з головних бомбардирів команди, маючи середню результативність на рівні 0,38 гола за гру першості. У 1983 році він виграв з командою єдиний чемпіонат Чехословаччини в історії клубу, а також з 17 голами став найкращим бомбардиром турніру. Того ж року він дійшов до півфіналу Кубка УЄФА, поступившись там «Андерлехту» (0:1, 1:3). Загалом Халоупка виступав за «Богеміанс» до кінця 1988 року, провівши 219 матчів чемпіонату і забив у них 77 голів.
На початку 1989 року Халоупка приєднався до західнонімецької «Фортуни» (Дюссельдорф). Дебютував 4 березня 1989 року у виїзній грі проти «Алеманії» з Аахена і загалом до кінця сезону забив п'ять м'ячів у 15 іграх чемпіонату і допоміг команді вийти до Бундесліги. У вищому німецькому дивізіоні у сезоні 1989/90 Халоупка провів 22 гри, в яких забив чотири голи.
Завершив ігрову кар'єру у східнонімецькій команді «Берлін», за яку виступав протягом сезону 1990/91 років у чемпіонаті НДР. По завершенні сезону турнір припинив існування через возз'єднання Німеччини, а Павел завершив професіональну кар'єру.

## Виступи за збірну
11 листопада 1981 року дебютував в офіційних іграх у складі національної збірної Чехословаччини в товариському матчі з Аргентиною (1:1).
У складі збірної був учасником чемпіонату світу 1982 року в Іспанії, але зіграв лише одну гру, з Англією (0:2), а його команда не вийшла з групи.
Загалом протягом кар'єри у національній команді, яка тривала 7 років, провів у її формі 20 матчів, забивши 2 голи.

## Кар'єра тренера
З 2004 по 2005 рік працював головним тренером резервної команди СІАД (Мост). Після цього у сезоні 2005/06 очолював нижчоліговий «ЛоКо» (Хомутов), з серпня 2006 року був помічником тренера у клубі «Хмел» (Блшани).
У сезоні 2013/14 очолював команду «Банік» (Мост), а після цього став помічником головного тренера клубу.

## Титули і досягнення

### Командні
- Чемпіон Чехословаччини (1):

«Богеміанс» (Прага): 1982/83

### Особисті
- Найкращий бомбардир чемпіонату Чехословаччини: 1982/83 (17 голів)